# Jimmy Knepper
Pour les articles homonymes, voir Knepper.
James Minter Knepper, né le 22 novembre 1927 à Los Angeles et mort le 14 juin 2003 à Triadelphia, est un tromboniste de jazz américain. Il a joué et enregistré en tant que leader ou avec de grandes figures du jazz comme Charlie Barnet, Woody Herman, Claude Thornhill, Stan Kenton, Benny Goodman, Gil Evans, Thad Jones et Mel Lewis, Toshiko Akiyoshi et Lew Tabackin (en), mais il est surtout connu pour avoir composé et joué aux côtés de Charles Mingus de la fin des années 1950 au début des années 1960.

## Biographie
Jimmy Knepper commence sa carrière en jouant dans les big bands de Freddie Slack (1947), Roy Porter (1948-1949), Charlie Spivak (1950-1951), Charlie Barnet (1951), Woody Herman et Claude Thornhill.
Entre 1957 et 1962, il est membre de plusieurs formations du contrebassiste Charles Mingus. La collaboration est particulièrement fructueuse... Même si le tromboniste doit parfois souffrir du caractère pour le moins excessif du leader. On peut entendre Knepper sur les albums The Clown, Tijuana Moods East Coasting, A Modern Jazz Symposium of Music and Poetry (1957), Blues & Roots, Mingus Ah Um, Mingus Dynasty (1959), Pre-Bird, Reincarnation of A Love Bird  (1960), Tonight at noon (1961).
En 1962, alors qu'il se préparait pour un concert à New York, Knepper, frappé par le contrebassiste, perd un fragment de dent. Cette blessure l'empêchera de jouer dans le registre supérieur de son instrument pendant plusieurs années. Mingus écope d'une peine avec sursis pour "Third-degree assault". Cet incident scelle la fin de la collaboration entre les deux hommes. Knepper jouera cependant de nouveau avec Mingus dans les années 1970
Durant la même période 57-62, Knepper travaille aussi chez Stan Kenton (1959), Herbie Mann (en 1960, pour une tournée en Afrique), Gil Evans, Benny Goodman (en 1962, pour la fameuse tournée en URSS organisée par le Ministère des Affaires Étrangères). Il enregistre par ailleurs quelques albums sous son nom.
À la fin des années 1960, il est essentiellement musicien indépendant. Il joue, entre autres, dans des orchestres accompagnant des comédies musicales de Broadway. De 1968 à 1974, il est membre du Thad Jones/Mel Lewis Orchestra, le big band de Thad Jones et Mel Lewis. Durant la même période, il joue avec le Lee Konitz Nonet et le groupe Mingus Dynasty.
Dans les années 1980/90s, Knepper, de nouveau musicien "free lance", se produit essentiellement en Europe. Il est par ailleurs membre "régulier" de Mingus Dynasty.
Début 2000, il est atteint de la maladie de Parkinson. Il décède en 2003.

## Discographie

### En tant que leader
- Jazz Workshop Presents: "Jimmy Knepper" - Debut (1957)
- A Swinging Introduction to Jimmy Knepper (avec Bill Evans) - Bethlehem (1957)
- Pepper Knepper Quintet (avec Pepper Adams) - Metrojazz (1958)
- Cunningbird "Jimmy Knepper Quintet"- SteepleChase (1976)
- Jimmy Knepper in L.A. - Inner City (1977)
- Tell Me... - Daybreak (1979)
- Just Friends (avec Joe Temperley) - HEP (1979)
- Primrose Path - HEP (1980)
- First Place - Black Hawk (1982)
- I Dream Too Much - Soul Note (1984)
- Dream Dancing - Criss Cross (1986)

### En tant que sideman
Avec Charles Mingus
- Tijuana Moods (1957) RCA
- East Coasting (1957) Bethlehem
- A Modern Jazz Symposium of Music and Poetry (1957) Bethlehem
- The Clown (1957) Atlantic
- Mingus Ah Um (1959) Columbia
- Mingus Dynasty (1959) Columbia
- Blues & Roots (1959) Atlantic
- Mingus Revisited (1960) Mercury
- Reincarnation of a Lovebird (1960) Candid
- Oh Yeah (1961) Atlantic,
- Tonight at Noon (1957–61) Atlantic
- Cumbia & Jazz Fusion (1978) Atlantic

Avec Richard Davis
- Muses for Richard Davis (MPS, 1969)

Avec Gil Evans
- Out of the Cool (1960) Impulse!
- The Individualism of Gil Evans (1964) Verve
- Blues in Orbit (Enja, 1971)
- Where Flamingos Fly (1971) Artists House
- Collaboration avec Helen Merrill (1987) EmArcy

Avec Dizzy Gillespie
- Perceptions (Verve, 1961)

Avec Langston Hughes
- Weary Blues (MGM, 1959)

Avec Clark Terry
- Color Changes (Candid, 1960)

Avec Kai Winding
- The Incredible Kai Winding Trombones (1960) Impulse!

Avec Kenny Burrell
- Guitar Forms (Verve, 1965)

Avec Gary Burton
- A Genuine Tong Funeral (RCA, 1967)

Avec the Jazz Composer's Orchestra
- The Jazz Composer's Orchestra (1968) JCOA
- Escalator over the Hill avec Carla Bley (1971) JCOA

Avec Thad Jones/Mel Lewis Orchestra
- The Big Band Sound of Thad Jones/Mel Lewis featuring Miss Ruth Brown (1968) Solid State
- Monday Night (1968) Solid State
- Central Park North (The Thad Jones / Mel Lewis Orchestra album)|Central Park North (1969) Solid State
- Basle, 1969 (1996) TCB Music – recorded 1969
- Consummation (1970) Solid State
- Suite for Pops (1972) A&M
- Live in Tokyo (1974) Denon Jazz
- Potpourri (1974) Philadelphia International
- Thad Jones / Mel Lewis and Manuel De Sica (1974) PAUSA

Avec Al Kooper
- You Never Know Who Your Friends Are (1969) Columbia

Avec the Toshiko Akiyoshi – Lew Tabackin Big Band
- Road Time, Toshiko Akiyoshi – Lew Tabackin Big Band|Road Time (1976) RCA/Victor

Avec George Adams & Dannie Richmond
- Hand to Hand  (1980) Soul Note
- Gentleman's Agreement (1983) Soul Note